# 벨리즈 축구 국가대표팀
벨리즈 축구 국가대표팀(영어: Belize national football team)은 벨리즈를 대표하는 축구 국가대표팀으로 벨리즈 축구 연맹에서 관리하고 있다. 북중미카리브에서 가장 전력이 떨어지는 팀들 중 하나로 '재규어들'이라는 별칭을 갖고 있으며 FFB 스타디움을 홈 경기장으로 사용하고 있다. 1995년 11월 29일 엘살바도르와의 1995년 UNCAF 네이션스컵 A조 조별리그 1차전 경기에서 국제 A매치 데뷔전을 치렀고 이 경기에서 0-3으로 완패했다.

## 국제 대회 경력

### CONCACAF 골드컵
골드컵 본선에는 2013년 대회에 유일하게 참가했지만 그나마도 3전 전패로 조별리그 탈락의 쓴 맛을 봤고 이후에는 계속되는 예선 탈락으로 본선에 출전하지 못하고 있다.

### 코파 센트로아메리카나
이 대회에는 10번 출전하여 2013년 대회에서 4위에 올랐지만 나머지 9번의 대회에서는 모두 단 1승도 거두지 못한 채 조별리그 탈락의 쓴 잔을 마셨다.

### FIFA 월드컵
월드컵 본선 경험은 전무하며 그나마 2018년 FIFA 월드컵 북중미카리브 지역 예선에서 3차 예선까지 오르며 벨리즈 축구 역사상 월드컵 지역 예선 최고 성적을 거두었다.

### CONCACAF 네이션스리그

#### 2019-20년 리그 B
2019-20년 CONCACAF 네이션스리그 예선 17위로 리그 B에 배정된 뒤 세인트키츠 네비스, 프랑스령 기아나, 그레나다와 함께 A조에 편성되어 6경기 2승 4패·조 3위로 2019-20 시즌을 마무리했다.

#### 2022-23년 리그 B
2022-23 시즌 리그 B에서는 도미니카 공화국, 프랑스령 기아나, 과테말라와 D조에 편성되어 6경기 1무 5패·조 최하위에 그치며 2022-23 시즌을 마무리했다.

#### 2023-24년 리그 B
2023-24 시즌 리그 B에서는 프랑스령 기아나, 버뮤다, 세인트빈센트 그레나딘과 함께 C조에 편성되어 2승 1무 3패의 나쁘지 않은 성적을 기록했지만 버뮤다에 밀려 조 최하위로 차기 시즌 리그 C로 강등되었다.

#### 2024-25년 리그 C
2024-25 시즌 리그 C에서는 터크스 케이커스 제도, 앵귈라를 상대로 4전 전승·B조 1위로 벨리즈 축구 역사상 국제 대회 역대 최고 성적을 거두며 강등된지 1시즌만에 리그 B로 복귀했다.

## FIFA 월드컵 (본선)
| 년도   | 결과      | 순위      | 경기      | 승        | 무*       | 패        | 득점      | 실점      | 승점      |
| ------ | --------- | --------- | --------- | --------- | --------- | --------- | --------- | --------- | --------- |
| 1930년 | 독립 이전 | 독립 이전 | 독립 이전 | 독립 이전 | 독립 이전 | 독립 이전 | 독립 이전 | 독립 이전 | 독립 이전 |
| 1934년 | 독립 이전 | 독립 이전 | 독립 이전 | 독립 이전 | 독립 이전 | 독립 이전 | 독립 이전 | 독립 이전 | 독립 이전 |
| 1938년 | 독립 이전 | 독립 이전 | 독립 이전 | 독립 이전 | 독립 이전 | 독립 이전 | 독립 이전 | 독립 이전 | 독립 이전 |
| 1950년 | 독립 이전 | 독립 이전 | 독립 이전 | 독립 이전 | 독립 이전 | 독립 이전 | 독립 이전 | 독립 이전 | 독립 이전 |
| 1954년 | 독립 이전 | 독립 이전 | 독립 이전 | 독립 이전 | 독립 이전 | 독립 이전 | 독립 이전 | 독립 이전 | 독립 이전 |
| 1958년 | 독립 이전 | 독립 이전 | 독립 이전 | 독립 이전 | 독립 이전 | 독립 이전 | 독립 이전 | 독립 이전 | 독립 이전 |
| 1962년 | 독립 이전 | 독립 이전 | 독립 이전 | 독립 이전 | 독립 이전 | 독립 이전 | 독립 이전 | 독립 이전 | 독립 이전 |
| 1966년 | 독립 이전 | 독립 이전 | 독립 이전 | 독립 이전 | 독립 이전 | 독립 이전 | 독립 이전 | 독립 이전 | 독립 이전 |
| 1970년 | 독립 이전 | 독립 이전 | 독립 이전 | 독립 이전 | 독립 이전 | 독립 이전 | 독립 이전 | 독립 이전 | 독립 이전 |
| 1974년 | 독립 이전 | 독립 이전 | 독립 이전 | 독립 이전 | 독립 이전 | 독립 이전 | 독립 이전 | 독립 이전 | 독립 이전 |
| 1978년 | 독립 이전 | 독립 이전 | 독립 이전 | 독립 이전 | 독립 이전 | 독립 이전 | 독립 이전 | 독립 이전 | 독립 이전 |
| 1982년 | 독립 이전 | 독립 이전 | 독립 이전 | 독립 이전 | 독립 이전 | 독립 이전 | 독립 이전 | 독립 이전 | 독립 이전 |
| 1986년 | 불참      | 불참      | 불참      | 불참      | 불참      | 불참      | 불참      | 불참      | 불참      |
| 1990년 | 불참      | 불참      | 불참      | 불참      | 불참      | 불참      | 불참      | 불참      | 불참      |
| 1994년 | 불참      | 불참      | 불참      | 불참      | 불참      | 불참      | 불참      | 불참      | 불참      |
| 1998년 | 예선 탈락 | 예선 탈락 | 예선 탈락 | 예선 탈락 | 예선 탈락 | 예선 탈락 | 예선 탈락 | 예선 탈락 | 예선 탈락 |
| 2002년 | 예선 탈락 | 예선 탈락 | 예선 탈락 | 예선 탈락 | 예선 탈락 | 예선 탈락 | 예선 탈락 | 예선 탈락 | 예선 탈락 |
| 2006년 | 예선 탈락 | 예선 탈락 | 예선 탈락 | 예선 탈락 | 예선 탈락 | 예선 탈락 | 예선 탈락 | 예선 탈락 | 예선 탈락 |
| 2010년 | 예선 탈락 | 예선 탈락 | 예선 탈락 | 예선 탈락 | 예선 탈락 | 예선 탈락 | 예선 탈락 | 예선 탈락 | 예선 탈락 |
| 2014년 | 예선 탈락 | 예선 탈락 | 예선 탈락 | 예선 탈락 | 예선 탈락 | 예선 탈락 | 예선 탈락 | 예선 탈락 | 예선 탈락 |
| 2018년 | 예선 탈락 | 예선 탈락 | 예선 탈락 | 예선 탈락 | 예선 탈락 | 예선 탈락 | 예선 탈락 | 예선 탈락 | 예선 탈락 |
| 합계   |           |           |           |           |           |           |           |           |           |

## FIFA 월드컵 (예선)
| 년도   | 경기                                        | 승                                          | 무*                                         | 패                                          | 득점                                        | 실점                                        | 승점                                        |
| ------ | ------------------------------------------- | ------------------------------------------- | ------------------------------------------- | ------------------------------------------- | ------------------------------------------- | ------------------------------------------- | ------------------------------------------- |
| 1930년 | 독립 이전                                   | 독립 이전                                   | 독립 이전                                   | 독립 이전                                   | 독립 이전                                   | 독립 이전                                   | 독립 이전                                   |
| 1934년 | 독립 이전                                   | 독립 이전                                   | 독립 이전                                   | 독립 이전                                   | 독립 이전                                   | 독립 이전                                   | 독립 이전                                   |
| 1938년 | 독립 이전                                   | 독립 이전                                   | 독립 이전                                   | 독립 이전                                   | 독립 이전                                   | 독립 이전                                   | 독립 이전                                   |
| 1950년 | 독립 이전                                   | 독립 이전                                   | 독립 이전                                   | 독립 이전                                   | 독립 이전                                   | 독립 이전                                   | 독립 이전                                   |
| 1954년 | 독립 이전                                   | 독립 이전                                   | 독립 이전                                   | 독립 이전                                   | 독립 이전                                   | 독립 이전                                   | 독립 이전                                   |
| 1958년 | 독립 이전                                   | 독립 이전                                   | 독립 이전                                   | 독립 이전                                   | 독립 이전                                   | 독립 이전                                   | 독립 이전                                   |
| 1962년 | 독립 이전                                   | 독립 이전                                   | 독립 이전                                   | 독립 이전                                   | 독립 이전                                   | 독립 이전                                   | 독립 이전                                   |
| 1966년 | 독립 이전                                   | 독립 이전                                   | 독립 이전                                   | 독립 이전                                   | 독립 이전                                   | 독립 이전                                   | 독립 이전                                   |
| 1970년 | 독립 이전                                   | 독립 이전                                   | 독립 이전                                   | 독립 이전                                   | 독립 이전                                   | 독립 이전                                   | 독립 이전                                   |
| 1974년 | 독립 이전                                   | 독립 이전                                   | 독립 이전                                   | 독립 이전                                   | 독립 이전                                   | 독립 이전                                   | 독립 이전                                   |
| 1978년 | 독립 이전                                   | 독립 이전                                   | 독립 이전                                   | 독립 이전                                   | 독립 이전                                   | 독립 이전                                   | 독립 이전                                   |
| 1982년 | 독립 이전                                   | 독립 이전                                   | 독립 이전                                   | 독립 이전                                   | 독립 이전                                   | 독립 이전                                   | 독립 이전                                   |
| 1986년 | 불참                                        | 불참                                        | 불참                                        | 불참                                        | 불참                                        | 불참                                        | 불참                                        |
| 1990년 | 불참                                        | 불참                                        | 불참                                        | 불참                                        | 불참                                        | 불참                                        | 불참                                        |
| 1994년 | 불참                                        | 불참                                        | 불참                                        | 불참                                        | 불참                                        | 불참                                        | 불참                                        |
| 1998년 | 2                                           | 0                                           | 0                                           | 2                                           | 2                                           | 6                                           | 0                                           |
| 2002년 | 4                                           | 0                                           | 1                                           | 3                                           | 2                                           | 10                                          | 1                                           |
| 2006년 | 2                                           | 0                                           | 0                                           | 2                                           | 0                                           | 8                                           | 0                                           |
| 2010년 | 4                                           | 1                                           | 1                                           | 2                                           | 4                                           | 11                                          | 4                                           |
| 2014년 | 8                                           | 4                                           | 1                                           | 3                                           | 17                                          | 13                                          | 13                                          |
| 2018년 | 6                                           | 2                                           | 3                                           | 1                                           | 7                                           | 6                                           | 9                                           |
| 합계   | 26                                          | 7                                           | 6                                           | 13                                          | 32                                          | 54                                          | 27                                          |
| 순위   | 월드컵 예선 승점 순위 : 153위 (북중미 21위) | 월드컵 예선 승점 순위 : 153위 (북중미 21위) | 월드컵 예선 승점 순위 : 153위 (북중미 21위) | 월드컵 예선 승점 순위 : 153위 (북중미 21위) | 월드컵 예선 승점 순위 : 153위 (북중미 21위) | 월드컵 예선 승점 순위 : 153위 (북중미 21위) | 월드컵 예선 승점 순위 : 153위 (북중미 21위) |

## CONCACAF 골드컵(본선)
| 북중미 골드컵 본선 기록 | 북중미 골드컵 본선 기록            | 북중미 골드컵 본선 기록            | 북중미 골드컵 본선 기록            | 북중미 골드컵 본선 기록            | 북중미 골드컵 본선 기록            | 북중미 골드컵 본선 기록            | 북중미 골드컵 본선 기록            | 북중미 골드컵 본선 기록            | 북중미 골드컵 본선 기록            |
| 년도                    | 결과                               | 순위                               | 경기                               | 승                                 | 무*                                | 패                                 | 득점                               | 실점                               | 승점                               |
| ----------------------- | ---------------------------------- | ---------------------------------- | ---------------------------------- | ---------------------------------- | ---------------------------------- | ---------------------------------- | ---------------------------------- | ---------------------------------- | ---------------------------------- |
| 1963년                  | 독립 이전                          | 독립 이전                          | 독립 이전                          | 독립 이전                          | 독립 이전                          | 독립 이전                          | 독립 이전                          | 독립 이전                          | 독립 이전                          |
| 1965년                  | 독립 이전                          | 독립 이전                          | 독립 이전                          | 독립 이전                          | 독립 이전                          | 독립 이전                          | 독립 이전                          | 독립 이전                          | 독립 이전                          |
| 1967년                  | 독립 이전                          | 독립 이전                          | 독립 이전                          | 독립 이전                          | 독립 이전                          | 독립 이전                          | 독립 이전                          | 독립 이전                          | 독립 이전                          |
| 1969년                  | 독립 이전                          | 독립 이전                          | 독립 이전                          | 독립 이전                          | 독립 이전                          | 독립 이전                          | 독립 이전                          | 독립 이전                          | 독립 이전                          |
| 1971년                  | 독립 이전                          | 독립 이전                          | 독립 이전                          | 독립 이전                          | 독립 이전                          | 독립 이전                          | 독립 이전                          | 독립 이전                          | 독립 이전                          |
| 1973년                  | 독립 이전                          | 독립 이전                          | 독립 이전                          | 독립 이전                          | 독립 이전                          | 독립 이전                          | 독립 이전                          | 독립 이전                          | 독립 이전                          |
| 1977년                  | 독립 이전                          | 독립 이전                          | 독립 이전                          | 독립 이전                          | 독립 이전                          | 독립 이전                          | 독립 이전                          | 독립 이전                          | 독립 이전                          |
| 1981년                  | 독립 이전                          | 독립 이전                          | 독립 이전                          | 독립 이전                          | 독립 이전                          | 독립 이전                          | 독립 이전                          | 독립 이전                          | 독립 이전                          |
| 1985년                  | 비회원국                           | 비회원국                           | 비회원국                           | 비회원국                           | 비회원국                           | 비회원국                           | 비회원국                           | 비회원국                           | 비회원국                           |
| 1989년                  | 불참                               | 불참                               | 불참                               | 불참                               | 불참                               | 불참                               | 불참                               | 불참                               | 불참                               |
| 1991년                  | 기권                               | 기권                               | 기권                               | 기권                               | 기권                               | 기권                               | 기권                               | 기권                               | 기권                               |
| 1993년                  | 불참                               | 불참                               | 불참                               | 불참                               | 불참                               | 불참                               | 불참                               | 불참                               | 불참                               |
| 1996년                  | 예선 탈락                          | 예선 탈락                          | 예선 탈락                          | 예선 탈락                          | 예선 탈락                          | 예선 탈락                          | 예선 탈락                          | 예선 탈락                          | 예선 탈락                          |
| 1998년                  | 예선 탈락                          | 예선 탈락                          | 예선 탈락                          | 예선 탈락                          | 예선 탈락                          | 예선 탈락                          | 예선 탈락                          | 예선 탈락                          | 예선 탈락                          |
| 2000년                  | 예선 탈락                          | 예선 탈락                          | 예선 탈락                          | 예선 탈락                          | 예선 탈락                          | 예선 탈락                          | 예선 탈락                          | 예선 탈락                          | 예선 탈락                          |
| 2002년                  | 예선 탈락                          | 예선 탈락                          | 예선 탈락                          | 예선 탈락                          | 예선 탈락                          | 예선 탈락                          | 예선 탈락                          | 예선 탈락                          | 예선 탈락                          |
| 2003년                  | 불참                               | 불참                               | 불참                               | 불참                               | 불참                               | 불참                               | 불참                               | 불참                               | 불참                               |
| 2005년                  | 예선 탈락                          | 예선 탈락                          | 예선 탈락                          | 예선 탈락                          | 예선 탈락                          | 예선 탈락                          | 예선 탈락                          | 예선 탈락                          | 예선 탈락                          |
| 2007년                  | 예선 탈락                          | 예선 탈락                          | 예선 탈락                          | 예선 탈락                          | 예선 탈락                          | 예선 탈락                          | 예선 탈락                          | 예선 탈락                          | 예선 탈락                          |
| 2009년                  | 예선 탈락                          | 예선 탈락                          | 예선 탈락                          | 예선 탈락                          | 예선 탈락                          | 예선 탈락                          | 예선 탈락                          | 예선 탈락                          | 예선 탈락                          |
| 2011년                  | 예선 탈락                          | 예선 탈락                          | 예선 탈락                          | 예선 탈락                          | 예선 탈락                          | 예선 탈락                          | 예선 탈락                          | 예선 탈락                          | 예선 탈락                          |
| 2013년                  | 조별리그                           | 12위                               | 3                                  | 0                                  | 0                                  | 3                                  | 1                                  | 11                                 | 0                                  |
| 2015년                  | 예선 탈락                          | 예선 탈락                          | 예선 탈락                          | 예선 탈락                          | 예선 탈락                          | 예선 탈락                          | 예선 탈락                          | 예선 탈락                          | 예선 탈락                          |
| 2017년                  | 예선 탈락                          | 예선 탈락                          | 예선 탈락                          | 예선 탈락                          | 예선 탈락                          | 예선 탈락                          | 예선 탈락                          | 예선 탈락                          | 예선 탈락                          |
| 2019년                  | 예선 탈락                          | 예선 탈락                          | 예선 탈락                          | 예선 탈락                          | 예선 탈락                          | 예선 탈락                          | 예선 탈락                          | 예선 탈락                          | 예선 탈락                          |
| 2021년                  | 예선 탈락                          | 예선 탈락                          | 예선 탈락                          | 예선 탈락                          | 예선 탈락                          | 예선 탈락                          | 예선 탈락                          | 예선 탈락                          | 예선 탈락                          |
| 합계                    | 1회 진출(1/17)                     | 조별리그(1회)                      | 3                                  | 0                                  | 0                                  | 3                                  | 1                                  | 11                                 | 0                                  |
| 순위                    | CONCACAF 북중미 골드컵 순위 : 26위 | CONCACAF 북중미 골드컵 순위 : 26위 | CONCACAF 북중미 골드컵 순위 : 26위 | CONCACAF 북중미 골드컵 순위 : 26위 | CONCACAF 북중미 골드컵 순위 : 26위 | CONCACAF 북중미 골드컵 순위 : 26위 | CONCACAF 북중미 골드컵 순위 : 26위 | CONCACAF 북중미 골드컵 순위 : 26위 | CONCACAF 북중미 골드컵 순위 : 26위 |

### CONCACAF 골드컵(예선)
| 북중미 골드컵 예선 기록 | 북중미 골드컵 예선 기록 | 북중미 골드컵 예선 기록 | 북중미 골드컵 예선 기록 | 북중미 골드컵 예선 기록 | 북중미 골드컵 예선 기록 | 북중미 골드컵 예선 기록 | 북중미 골드컵 예선 기록 |
| 년도                    | 경기                    | 승                      | 무*                     | 패                      | 득점                    | 실점                    | 승점                    |
| ----------------------- | ----------------------- | ----------------------- | ----------------------- | ----------------------- | ----------------------- | ----------------------- | ----------------------- |
| 1963년                  | 독립 이전               | 독립 이전               | 독립 이전               | 독립 이전               | 독립 이전               | 독립 이전               | 독립 이전               |
| 1965년                  | 독립 이전               | 독립 이전               | 독립 이전               | 독립 이전               | 독립 이전               | 독립 이전               | 독립 이전               |
| 1967년                  | 독립 이전               | 독립 이전               | 독립 이전               | 독립 이전               | 독립 이전               | 독립 이전               | 독립 이전               |
| 1969년                  | 독립 이전               | 독립 이전               | 독립 이전               | 독립 이전               | 독립 이전               | 독립 이전               | 독립 이전               |
| 1971년                  | 독립 이전               | 독립 이전               | 독립 이전               | 독립 이전               | 독립 이전               | 독립 이전               | 독립 이전               |
| 1973년                  | 독립 이전               | 독립 이전               | 독립 이전               | 독립 이전               | 독립 이전               | 독립 이전               | 독립 이전               |
| 1977년                  | 독립 이전               | 독립 이전               | 독립 이전               | 독립 이전               | 독립 이전               | 독립 이전               | 독립 이전               |
| 1981년                  | 독립 이전               | 독립 이전               | 독립 이전               | 독립 이전               | 독립 이전               | 독립 이전               | 독립 이전               |
| 1985년                  | 비회원국                | 비회원국                | 비회원국                | 비회원국                | 비회원국                | 비회원국                | 비회원국                |
| 1989년                  | 불참                    | 불참                    | 불참                    | 불참                    | 불참                    | 불참                    | 불참                    |
| 1991년                  | 기권                    | 기권                    | 기권                    | 기권                    | 기권                    | 기권                    | 기권                    |
| 1993년                  | 불참                    | 불참                    | 불참                    | 불참                    | 불참                    | 불참                    | 불참                    |
| 1996년                  | 2                       | 0                       | 0                       | 2                       | 1                       | 5                       | 0                       |
| 1998년                  | 2                       | 0                       | 1                       | 1                       | 1                       | 2                       | 1                       |
| 2000년                  | 2                       | 0                       | 0                       | 2                       | 1                       | 12                      | 0                       |
| 2002년                  | 2                       | 0                       | 1                       | 1                       | 3                       | 7                       | 1                       |
| 2003년                  | 불참                    | 불참                    | 불참                    | 불참                    | 불참                    | 불참                    | 불참                    |
| 2005년                  | 3                       | 0                       | 0                       | 3                       | 0                       | 7                       | 0                       |
| 2007년                  | 3                       | 0                       | 0                       | 3                       | 3                       | 7                       | 0                       |
| 2009년                  | 3                       | 0                       | 1                       | 2                       | 3                       | 7                       | 1                       |
| 2011년                  | 3                       | 0                       | 1                       | 2                       | 3                       | 8                       | 1                       |
| 2013년                  | 5                       | 1                       | 1                       | 3                       | 2                       | 4                       | 4                       |
| 2015년                  | 3                       | 0                       | 0                       | 3                       | 1                       | 6                       | 0                       |
| 2017년                  | 5                       | 0                       | 1                       | 4                       | 2                       | 10                      | 1                       |
| 2019년                  | 4                       | 2                       | 0                       | 2                       | 6                       | 3                       | 6                       |
| 2021년                  | 6                       | 2                       | 0                       | 4                       | 6                       | 12                      | 6                       |
| 합계                    | 43                      | 5                       | 6                       | 32                      | 32                      | 90                      | 21                      |

## 코파 센트로아메리카나
| 코파 센트로아메리카나 기록 | 코파 센트로아메리카나 기록 | 코파 센트로아메리카나 기록 | 코파 센트로아메리카나 기록 | 코파 센트로아메리카나 기록 | 코파 센트로아메리카나 기록 | 코파 센트로아메리카나 기록 | 코파 센트로아메리카나 기록 | 코파 센트로아메리카나 기록 | 코파 센트로아메리카나 기록 |
| 년도                       | 결과                       | 순위                       | 경기                       | 승                         | 무*                        | 패                         | 득점                       | 실점                       | 승점                       |
| -------------------------- | -------------------------- | -------------------------- | -------------------------- | -------------------------- | -------------------------- | -------------------------- | -------------------------- | -------------------------- | -------------------------- |
| 1991년                     | 기권                       | 기권                       | 기권                       | 기권                       | 기권                       | 기권                       | 기권                       | 기권                       | 기권                       |
| 1993년                     | 불참                       | 불참                       | 불참                       | 불참                       | 불참                       | 불참                       | 불참                       | 불참                       | 불참                       |
| 1995년                     | 조별리그                   | 6위                        | 2                          | 0                          | 0                          | 2                          | 1                          | 5                          | 0                          |
| 1997년                     | 예선 탈락                  | 예선 탈락                  | 예선 탈락                  | 예선 탈락                  | 예선 탈락                  | 예선 탈락                  | 예선 탈락                  | 예선 탈락                  | 예선 탈락                  |
| 1999년                     | 조별리그                   | 6위                        | 2                          | 0                          | 0                          | 2                          | 1                          | 12                         | 0                          |
| 2001년                     | 조별리그                   | 6위                        | 2                          | 0                          | 1                          | 1                          | 3                          | 7                          | 1                          |
| 2003년                     | 불참                       | 불참                       | 불참                       | 불참                       | 불참                       | 불참                       | 불참                       | 불참                       | 불참                       |
| 2005년                     | 조별리그                   | 7위                        | 3                          | 0                          | 0                          | 3                          | 0                          | 7                          | 0                          |
| 2007년                     | 조별리그                   | 7위                        | 3                          | 0                          | 0                          | 3                          | 3                          | 7                          | 0                          |
| 2009년                     | 조별리그                   | 7위                        | 3                          | 0                          | 1                          | 2                          | 3                          | 7                          | 1                          |
| 2011년                     | 조별리그                   | 7위                        | 3                          | 0                          | 1                          | 2                          | 3                          | 8                          | 1                          |
| 2013년                     | 4강                        | 4위                        | 5                          | 1                          | 1                          | 3                          | 2                          | 4                          | 4                          |
| 2014년                     | 조별리그                   | 7위                        | 3                          | 0                          | 0                          | 3                          | 1                          | 6                          | 0                          |
| 2017년                     | 결선리그                   | 6위                        | 5                          | 0                          | 1                          | 4                          | 2                          | 10                         | 1                          |
| 합계                       | 10회 출전(10/14)           | 4위(1회)                   | 31                         | 1                          | 5                          | 25                         | 19                         | 73                         | 8                          |

## 주요 선수
- 엘로이 스미스
- 디언 맥컬레이
- 이언 게이네어
- 돌턴 아일리
- 대니얼 지메네스
- 트레버 레넌
- 해리슨 로체스
- 엘로이 카일런
- 우드로 웨스트
- 셰인 오라이오